# Стен Джонс
Стен Джонс (англ. Stanley Davis "Stan" Jones; 5 червня, 1914 — 13 грудня 1963) — американський автор пісень. Найбільш відомою вважається його пісня «Вершники в небесах», що була визнана кращою піснею в стилі вестерн.

## Рання життя
Девіс Стенлі «Стен» Джонс народився у Дугласі, штат Аризона, і виріс на ранчо. Коли його батько помер, переїхав з матір'ю до Лос-Анджелесу, Каліфорнія. Він поступив в університет Каліфорнії в Берклі, заробляючи на життя змаганнями в родео. Однак, у 1934 році кинув навчання та приєднався до ВМС США. Після звільнення він працював на багатьох роботах, в тому числі шахтарем, пожежним, і доглядачем парку.

## Музична кар'єра
У вільний час Джонс складав пісні, і, врешті, понад 100 були записані. Його найвідоміша, «Вершники в небесах», була написана в 1948 році, коли він працював у службі Національного парку в долині смерті, Каліфорнія. Виконуючи обов'язки технічного консультанта на зйомках фільму The Walking Hills, він подружився з режисером Джоном Фордом, який відкрив йому шлях до Голлівуду.
Джонс писав майже виключно Вестерн. Він написав пісні для кількох фільмів компанії Форд і інших виробників, включаючи «Пошукачі» і Ріо-Гранде. Він також зіграв дрібні ролі в кількох вестернах.
У 1955 році Джонс почав писати для студії Disney. Він був співавтором музичної теми для серіалу Шайєнн, і в 1956 році був запрошений зіграти заступника Гаррі Олсона у синдикованому телесеріалі Шериф Кочиз (1956—1958). Пізніше Джонс писав для фільму Джона Форда кінні воїни, про події громадянської війни, де він у титрах вказаний як виконавець ролі Улісса С. Гранта. Наступного року він повернувся до роботи на студії Діснея. Там він зіграв роль Вілсона У. Брауна, солдата й машиніста електровоза, у фільмі «Крутий маршрут». У своєму останньому фільмі, «Десять, що посміли», він також написав ряд пісень для цього фільму.
Три з його пісень, «Вершники в небесах», теми з фільмів «Шукачі» та «Ковбої» були обрані члени західних письменників Америки як серед західних Топ-100 пісень усіх часів.

## Особисте життя
Джонс був одружений двічі. У нього була дочка з його першою дружиною, але пізніше він відмовився від усіх батьківських прав. У другому шлюбі він мав одного сина.
Стен Джонс помер від раку в Лос-Анджелесі в 1963 році у віці 49 років. Він був похований у Меморіальному парку Джулії Пейдж в його рідному місті Дуглас, штат Аризона. у 1997 році він був посмертно включений до Зали слави асоціації західноамериканської музики.